# Mühlenstraße 6 (Quedlinburg)

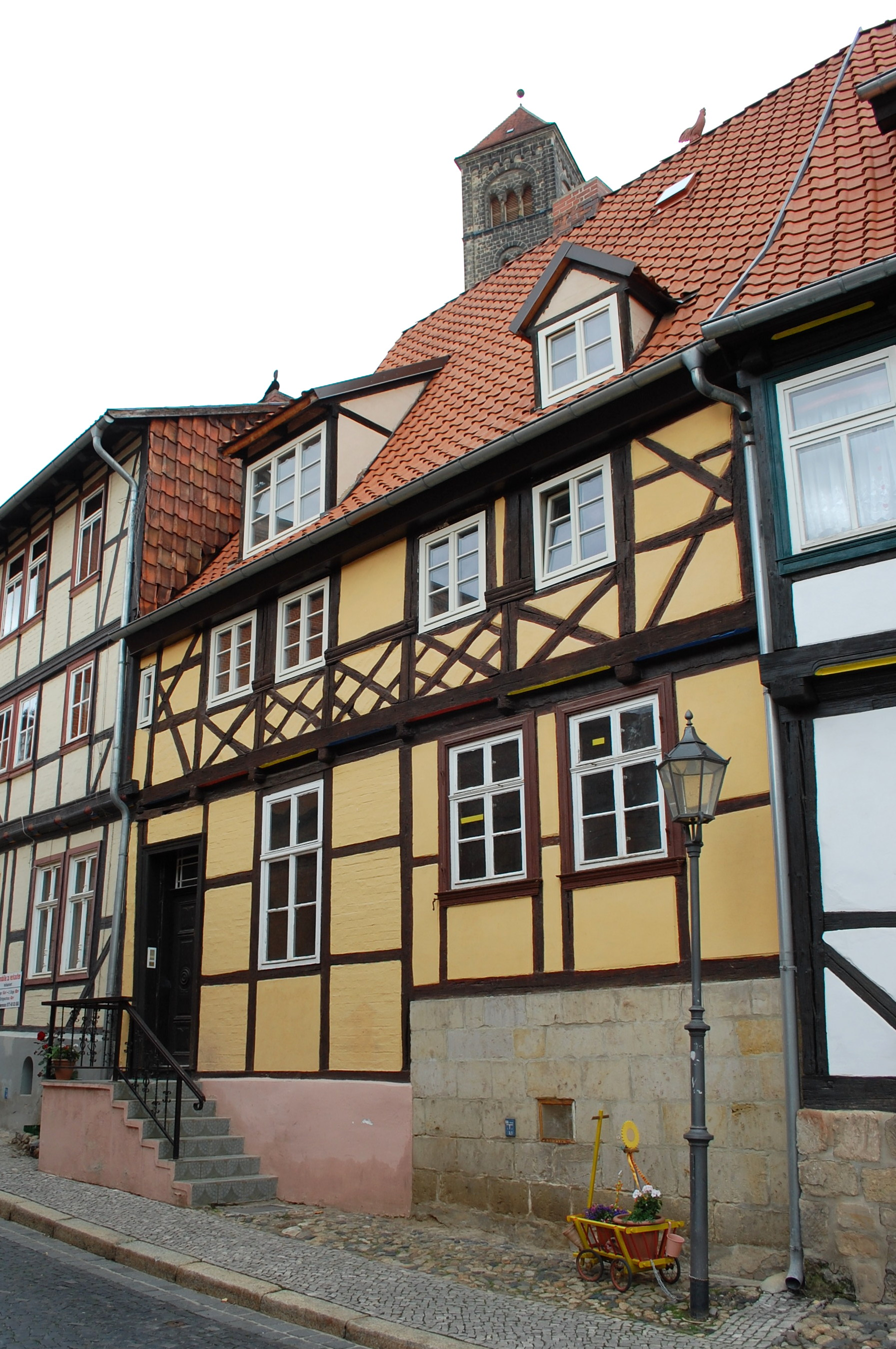
Mühlenstraße 6

Das Haus Mühlenstraße 6 ist ein denkmalgeschütztes Gebäude in der Stadt Quedlinburg in Sachsen-Anhalt. 
Es befindet sich südlich des Quedlinburger Schloßbergs an der Nordseite der Mühlenstraße. Das Gebäude gehört zum UNESCO-Weltkulturerbe und ist im Quedlinburger Denkmalverzeichnis eingetragen. Westlich grenzt das gleichfalls denkmalgeschützte Haus Mühlenstraße 5, östlich das Haus Mühlenstraße 7 an.

## Architektur und Geschichte
Das zweigeschossige Fachwerkhaus wurde in der Zeit um das Jahr 1700 errichtet. Die Fachwerkfassade des Obergeschosses ist vielfältig mit Zierformen versehen. So bestehen die Formen Halber Mann, Andreaskreuz und Rautenkreuz. Zum linksseitig befindlichen Hauseingang führt eine Sandsteintreppe. Die Haustür selbst stammt aus der zweiten Hälfte des 19. Jahrhunderts und ist im Stil des Spätklassizismus gestaltet.